# آدلاید ساکس-ماینینگن
آدلاید ساکس-ماینینگن (به انگلیسی: Adelaide of Saxe-Meiningen) (۱۳ اوت ۱۷۹۲ — ۲ دسامبر ۱۸۴۹)، همسر ویلیام چهارم و از ۲۶ ژوئن ۱۸۳۰ تا ۲۰ ژوئن ۱۸۳۷ ملکه پادشاهی متحده و هانوفر بود. او که اولین فرزند گئورگ یکم، دوک ساکس-ماینینگن و همسرش لوئیز الئونور بود، در ماینینگن در تورینگن آلمان به دنیا آمد. 
آدلاید در ۱۱ ژوئیه ۱۸۱۸ با دوک کلارنس، سومین پسر جرج سوم که ۲۷ سال از او بزرگ‌تر بود ازدواج کرد. در آن زمان جرج سوم قادر به انجام وظایف خود به عنوان پادشاه نبود و پسر بزرگش جرج به عنوان نایب‌السلطنه حکومت می‌کرد. در نوامبر ۱۸۱۷، شارلوت تنها فرزند جرج چهارم درگذشت. با درگذشت شارلوت، جرج سوم با وجود داشتن ۱۲ فرزند، هیچ نوه مشروعی نداشت و آینده سلطنت در ابهام قرار گرفته بود. به همین دلیل پسران جرج سوم تصمیم به ازدواج گرفتند تا از این ازدواج‌ها وارثانی برای سلطنت ایجاد شود. دوک کلارنس پیش از آن از رابطه خارج از ازدواج با دوروتی جردن ده فرزند داشت که به دلیل نامشروع بودن نمی‌توانستند وارث تاج و تخت باشند. ازدواج آدلاید و ویلیام در همان روز ازدواج برادرش ادوارد (پدر ملکه ویکتوریا) صورت گرفت. آدلاید و ویلیام صاحب دو فرزند شدند که هر یکی در همان روز و دیگری بعد از سه ماه درگذشت. همچنین دو بارداری آدلاید به سقط جنین انجامید.
در سال ۱۸۳۰ و با مرگ جرج چهارم، ویلیام به سلطنت رسید و مراسم تاج‌گذاری او و آدلاید در ۸ سپتامبر ۱۸۳۱ در کلیسای وست‌مینستر انجام شد. ویلیام چهارم در سال ۱۸۳۷ درگذشت و بعد از او برادرزاده‌اش ویکتوریا به سلطنت رسید. آدلاید ۱۲ سال بعد از ویلیام، در میدلسکس درگذشت. جسد او در نمازخانه سنت جورج، قلعه وینزر دفن شده است. شهر آدلاید، مرکز استرالیای جنوبی که در دوران سلطنت ویلیام چهارم پایه‌گذاری شده، به یاد او نامگذاری شده است. سیارک ۵۲۵ آدلاید نیز به یاد او نامگذاری شده. آدلاید مادر تعمیدی نخستین فرزند ملکه ویکتوریا، ویکتوریا آدلاید مری لوئیز بود که دومین نام خود را از او گرفته بود.